# 立根村
立根村（たっこんむら）は、1952年（昭和27年）まで岩手県気仙郡にあった村。現在の大船渡市立根町にあたる。

## 歴史

### 沿革
- 1889年（明治22年）4月1日 - 町村制施行にともない、旧来の立根村単独で村制施行。
- 1952年（昭和27年）4月1日 - 大船渡町・盛町・赤崎村・猪川村・日頃市村・末崎村と合併し、大船渡市となる。

### 主な出来事
- 1934年（昭和9年） - 東北地方が昭和農業恐慌と呼ばれる飢饉状態に陥ると、立根村に多数の乞食や旅芸人が流れ込み、乏しい食料を持ち去られる状況となった。村議会では物貰いのノックアウト（ママ）を決議し、「凶作困窮のため乞食、旅芸人、旅僧、押し売り、許可なき寄付貰いは村に入るべからず」としたためた立札を辻々に立てた[1]。

## 行政

### 歴代村長
| 代      | 氏名         | 就任                       | 退任                       | 備考 |
| ------- | ------------ | -------------------------- | -------------------------- | ---- |
| 1       | 千葉太門     | 1889年（明治22年）5月15日  | 1893年（明治26年）5月14日  |      |
| 2       | 今野慶治     | 1893年（明治26年）5月20日  | 1894年（明治27年）8月5日   |      |
| 3 - 4   | 角地吉三郎   | 1895年（明治28年）3月1日   | 1900年（明治33年）1月5日   |      |
| 5       | 今野市郎兵衛 | 1900年（明治33年）3月14日  | 1904年（明治37年）3月13日  |      |
| 6       | 千葉幸助     | 1904年（明治37年）4月2日   | 1905年（明治38年）10月10日 |      |
| 7 - 9   | 今野市郎兵衛 | 1905年（明治38年）12月13日 | 1917年（大正6年）5月18日   | 再任 |
| 10 - 13 | 千葉甚左衛門 | 1917年（大正6年）10月20日  | 1930年（昭和5年）2月1日    |      |
| 14      | 今野拓郎     | 1930年（昭和5年）5月1日    | 1934年（昭和9年）4月30日   |      |
| 15      | 鈴木重徳     | 1934年（昭和9年）5月7日    | 1938年（昭和13年）5月6日   |      |
| 16      | 今野市郎兵衛 | 1938年（昭和13年）6月5日   | 1940年（昭和15年）3月3日   | 三任 |
| 17      | 千葉甚左衛門 | 1940年（昭和15年）4月18日  | 1945年（昭和20年）3月22日  | 再任 |
| 18      | 鈴木重徳     | 1945年（昭和20年）5月23日  | 1946年（昭和21年）12月5日  | 再任 |
| 19      | 今野栄蔵     | 1947年（昭和22年）4月16日  | 1948年（昭和23年）9月8日   |      |
| 20      | 吉野清三郎   | 1948年（昭和23年）10月23日 | 1952年（昭和27年）3月31日  |      |